# Steven Zuber
Steven Zuber (Winterthur, 1991. augusztus 11. –) svájci válogatott labdarúgó, a görög AÉK Athén középpályása.

## Pályafutása

### Klubcsapatban
2008-ban az akadémiáról került a Grasshopper első csapatába. 2013. július 5-én az orosz CSZKA Moszkva játékosa lett. 8 nap múlva a szuperkupa döntőjében mutatkozott be a Zenyit Szankt-Petyerburg ellen. 2014. augusztus 14-én 4 éves szerződést írt alá a német TSG 1899 Hoffenheim klubjával majd ezt 2017. január 25-én meghosszabbították 2020-ig. 2019. január 9-én kölcsönben került június 30-ig a VfB Stuttgart csapatához.

### A válogatottban
Részt vett a 2012. évi nyári olimpián, amelyen a 13. helyen végeztek. 2017. március 25-én mutatkozott be a felnőtt válogatottban Litvánia ellen. 2024. június 7-én bekerült Murat Yakın szövetségi kapitány 26 fős keretébe, akik utaznak az Európa-bajnokságra.

## Sikerei, díjai
- Grasshopper
  - Svájci kupa: 2012–13

- CSZKA Moszkva
  - Orosz bajnok: 2013–14
  - Orosz szuperkupa: 2013

## Statisztikái

### Klubcsapatokban
Legutóbb frissítve:2021. május 22-én lett.
| Klub                       | Idény          | Liga               | Liga       | Liga  | Nemzeti kupa | Nemzeti kupa | Nemzetközi kupa | Nemzetközi kupa | Egyéb      | Egyéb | Összesen   | Összesen |
| Klub                       | Idény          | Bajnokság          | Mérkőzések | Gólok | Mérkőzések   | Gólok        | Mérkőzések      | Gólok           | Mérkőzések | Gólok | Mérkőzések | Gólok    |
| -------------------------- | -------------- | ------------------ | ---------- | ----- | ------------ | ------------ | --------------- | --------------- | ---------- | ----- | ---------- | -------- |
| Grasshopper                | 2008–09        | Swiss Super League | 10         | 0     | 1            | 0            | 5               | 1               | —          | —     | 16         | 1        |
| Grasshopper                | 2009–10        | Swiss Super League | 20         | 5     | 0            | 0            | —               | —               | —          | —     | 20         | 5        |
| Grasshopper                | 2010–11        | Swiss Super League | 34         | 4     | 3            | 6            | 2               | 0               | —          | —     | 39         | 10       |
| Grasshopper                | 2011–12        | Swiss Super League | 31         | 8     | 4            | 2            | —               | —               | —          | —     | 35         | 10       |
| Grasshopper                | 2012–13        | Swiss Super League | 32         | 6     | 4            | 1            | —               | —               | —          | —     | 36         | 7        |
| Grasshopper                | Összesen       | Összesen           | 127        | 23    | 12           | 9            | 7               | 1               | —          | —     | 146        | 33       |
| CSKA Moszkva               | 2013–14        | Premjer-Liga       | 27         | 1     | 3            | 0            | 6               | 0               | 1          | 0     | 37         | 1        |
| CSKA Moszkva               | 2014–15        | Premjer-Liga       | 2          | 0     | —            | —            | —               | —               | 1          | 0     | 3          | 0        |
| CSKA Moszkva               | Összesen       | Összesen           | 29         | 1     | 3            | 0            | 6               | 0               | 2          | 0     | 40         | 1        |
| 1899 Hoffenheim            | 2014–15        | Bundesliga         | 17         | 0     | 4            | 0            | —               | —               | —          | —     | 21         | 0        |
| 1899 Hoffenheim            | 2015–16        | Bundesliga         | 12         | 2     | 0            | 0            | —               | —               | —          | —     | 12         | 2        |
| 1899 Hoffenheim            | 2016–17        | Bundesliga         | 24         | 4     | 2            | 0            | —               | —               | —          | —     | 26         | 4        |
| 1899 Hoffenheim            | 2017–18        | Bundesliga         | 20         | 1     | 1            | 0            | 6               | 0               | —          | —     | 27         | 1        |
| 1899 Hoffenheim            | 2018–19        | Bundesliga         | 8          | 0     | 1            | 0            | 3               | 1               | —          | —     | 12         | 1        |
| 1899 Hoffenheim            | 2019–20        | Bundesliga         | 14         | 2     | 2            | 0            | —               | —               | —          | —     | 16         | 2        |
| 1899 Hoffenheim            | Összesen       | Összesen           | 96         | 9     | 10           | 0            | 9               | 1               | —          | —     | 115        | 10       |
| VfB Stuttgart (kölcsönben) | 2018–19        | Bundesliga         | 15         | 5     | —            | —            | —               | —               | —          | —     | 15         | 5        |
| Eintracht Frankfurt        | 2020–21        | Bundesliga         | 20         | 0     | 2            | 0            | —               | —               | —          | —     | 22         | 0        |
| Teljes karrier             | Teljes karrier | Teljes karrier     | 286        | 38    | 27           | 9            | 22              | 2               | 2          | 0     | 337        | 49       |

### A válogatottban
| Válogatott | Év       | Pályára lépés | Gól |
| ---------- | -------- | ------------- | --- |
| Svájc      | 2017     | 8             | 2   |
| Svájc      | 2018     | 13            | 3   |
| Svájc      | 2019     | 4             | 1   |
| Svájc      | 2020     | 7             | 0   |
| Svájc      | 2021     | 14            | 4   |
| Svájc      | 2022     | 5             | 0   |
| Svájc      | 2023     | 1             | 0   |
| Összesen   | Összesen | 52            | 10  |

#### Góljai a válogatottban
| #  | Időpont             | Helyszín                                         | Ellenfél         | Gólok | Eredmény | Kiírás                                     |
| -- | ------------------- | ------------------------------------------------ | ---------------- | ----- | -------- | ------------------------------------------ |
| 1  | 2017. október 7.    | St. Jakob-Park, Bázel, Svájc                     | Magyarország     | 3–0   | 5–2      | 2018-as VB-selejtező                       |
| 2  | 2017. október 7.    | St. Jakob-Park, Bázel, Svájc                     | Magyarország     | 4–0   | 5–2      | 2018-as VB-selejtező                       |
| 3  | 2018. március 27.   | Swissporarena, Luzern, Svájc                     | Panama           | 4–0   | 6–0      | Barátságos mérkőzés                        |
| 4  | 2018. június 17.    | Rosztov Aréna, Rosztov-na-Donu, Oroszország      | Brazília         | 1–1   | 1–1      | 2018-as VB                                 |
| 5  | 2018. szeptember 8. | Kybunpark, Sankt Gallen, Svájc                   | Izland           | 1–0   | 6–0      | 2018–2019-es UEFA Nemzetek Ligája (A liga) |
| 6  | 2019. március 23.   | Borisz Paicsadze Stadion, Tbiliszi, Grúzia       | Grúzia           | 1–0   | 2–0      | 2020-as EB-selejtező                       |
| 7  | 2021. március 25.   | Vaszil Levszki Nemzeti Stadion, Szófia, Bulgária | Bulgária         | 3–0   | 3–1      | 2022-es VB-selejtező                       |
| 8  | 2021. május 30.     | Kybunpark, Sankt Gallen, Svájc                   | Egyesült Államok | 2–1   | 2–1      | Barátságos mérkőzés                        |
| 9  | 2021. szeptember 1. | St. Jakob-Park, Bázel, Svájc                     | Görögország      | 1–0   | 2–1      | Barátságos mérkőzés                        |
| 10 | 2021. október 9.    | Stade de Genève, Genf, Svájc                     | Észak-Írország   | 1–0   | 2–0      | 2022-es VB-selejtező                       |